# Slave to the Grind
Albums de Skid Row
Skid Row
(1989) Subhuman Race
(1995)
Singles
1. Monkey Business
Sortie : mai 1991
2. Slave To the Grind
Sortie : juin 1991
3. Wasted Time
Sortie : octobre 1991
4. In a Darkened Room
Sortie : 25 novembre 1991

Slave to the Grind est le deuxième album studio du groupe de heavy metal américain Skid Row. Il est sorti le 11 juin 1991 sur le label Atlantic et a été produit par Michael Wagener.

## Historique
Le groupe écrivit la majorité de cet album dans un studio du New-Jersey et enregistra les démos avec le producteur allemand Michael Wagener qui avait déjà produit le premier album du groupe en 1989.
Le groupe se rendra à Fort Lauderdale en Floride pour l'enregistrement définitif de l'album dans les studios New River. Par rapport au premier album, les titres sont plus "heavy", le groupe ne souhaitant pas s'installer dans le confort et reproduire un premier album qui s'était vendu à plus de cinq millions d'exemplaires . Très peu de modifications furent apportées lors de l'enregistrement, le groupe se contentent de rejouer les démos, mais dans de meilleures conditions avec un studio offrant plus de possibilités techniques. Le titre qui donne son titre à l'album est le même que la démo qui fut enregistré dans le New-Jersey, sans remix, enregistré dans les conditions du "live".
Cet album entra directement à la première place du Billboard 200 aux États-Unis et sera certifié double disque de platine. Au Royaume-Uni, il atteindra la 5e place des charts et se classa dans le top 20 des autres pays européens ainsi qu'en Australie et en Nouvelle-Zélande.
Pour promouvoir cet album, Skid Row tourna d'abord en première partie de Guns N' Roses sur la tournée américaine du Use Your Illusion Tour, puis en 1992, en tête d'affiche accompagné par Pantera et Soundgarden. 

## Liste des titres
| No  | Titre                  | Auteur                         | Durée |
| --- | ---------------------- | ------------------------------ | ----- |
| 1.  | Monkey Business        | Rachel Bolan, Dave Sabo        | 4:20  |
| 2.  | Slave to the Grind     | Sebastian Bach, Bolan, Sabo    | 3:31  |
| 3.  | The Threat             | Bolan, Sabo                    | 3:52  |
| 4.  | Quicksand Jesus        | Bolan, Sabo                    | 5:26  |
| 5.  | Psycho Love            | Bolan                          | 3:58  |
| 6.  | Get the Fuck Out       | Bolan, Sabo                    | 2:42  |
| 7.  | Livin' on a Chain Gang | Bolan, Sabo                    | 4:00  |
| 8.  | Creepshow              | Bolan, Rob Affuso, Scotti Hill | 3:59  |
| 9.  | In a Darkened Room     | Bach, Bolan, Sabo              | 3:57  |
| 10. | Riot Act               | Bolan, Sabo                    | 2:42  |
| 11. | Mudkicker              | Bach, Bolan, Sabo              | 3:56  |
| 12. | Wasted Time            | Bach, Bolan, Sabo              | 5:50  |

## Personnel

### Musiciens
- Sebastian Bach : chant
- Scotti Hill : guitares
- Dave Sabo : guitares, chœurs
- Rachel Bolan : basse et chœurs
- Rob Affuso : batterie et percussions

### Techniciens
- Riley J. Connell : ingénieur assistant
- George Marino : mastering
- Michael Wagener : production, mixing
- Bob Defrin : direction artistique
- Craig Doubet : ingénieur assistant

## Charts et certifications

### Album
Charts
| Pays                                 | Durée du classement | Meilleur classement | Date             |
| ------------------------------------ | ------------------- | ------------------- | ---------------- |
| Allemagne (GfK Entertainment)        | 21 semaines         | 12e                 | 8 juillet 1991   |
| Australie (ARIA Charts)              | 10 semaines         | 3e                  | 30 juin 1991     |
| Autriche (Ö3 Austria Top 40)         | 12 semaines         | 16e                 | 8 septembre 1991 |
| Canada (RPM)                         | 21 semaines         | 5e                  | 20 juillet 1991  |
| États-Unis (Billboard 200)           | 46 semaines         | 1er                 | 29 juin 1991     |
| Norvège (VG-lista)                   | 6 semaines          | 12e                 | 24 juin 1991     |
| Nouvelle-Zélande (RMNZ Albums Top40) | 13 semaines         | 8e                  | 7 juillet 1991   |
| Royaume-Uni (UK Albums Chart)        | 8 semaines          | 5e                  | 22 juin 1991     |
| Suède (Sverigetopplistan)            | 7 semaines          | 9e                  | 3 juillet 1991   |
| Suisse (Schweizer Hitparade)         | 9 semaines          | 15e                 | 8 juillet 1991   |

Certifications
| Pays        | Certification | Ventes      | Date           |
| ----------- | ------------- | ----------- | -------------- |
| Canada      | Platine       | 100 000 +   | 4 octobre 1991 |
| États-Unis  | 2 × Platine   | 2 000 000 + | 8 avril 1998   |
| Royaume-Uni | Argent        | 60 000 +    | 10 juin 1991   |

### Singles
| Single             | Chart                  | Durée du classement | Position | Date              |
| ------------------ | ---------------------- | ------------------- | -------- | ----------------- |
| Monkey Business    | Mainstream Rock Tracks | 11 semaines         | 13e      | 13 juillet 1991   |
| Monkey Business    | ARIA Charts            | 6 semaines          | 31e      | 14 juillet 1991   |
| Monkey Business    | RMNZ Singles Top40     | 5 semaines          | 21e      | 28 juillet 1991   |
| Monkey Business    | UK Singles Chart       | 3 semaines          | 19e      | 15 juin 1991      |
| Slave To the Grind | UK Singles Chart       | 2 semaines          | 43e      | 14 septembre 1991 |
| In a Darkened Room | Schweizer Hitparade    | 1 semaine           | 27e      | 27 octobre 1991   |
| Wasted Time        | Hot 100                | 3 semaines          | 88e      | 11 janvier 1992   |
| Wasted Time        | Mainstream Rock Tracks | 13 semaines         | 30e      | 25 janvier 1992   |
| Wasted Time        | UK Singles Chart       | 3 semaines          | 20e      | 23 novembre 1991  |